# Franz Glötzl
Franz Glötzl (geboren am 13. Oktober 1910; gestorben am 18. Dezember 1942 in Wien) war ein österreichischer Bergmann und Widerstandskämpfer gegen das NS-Regime. Er wurde vom Volksgerichtshof zum Tode verurteilt und geköpft.

## Leben und Werk
Glötzl stammt aus dem Burgenland. Es sind kaum biographische Angaben bekannt. Erwähnt wird er im Beitrag über Anton Roth in der Publikation Die Vollstreckung verlief ohne Besonderheiten. Gesichert ist: Am 12. August 1942 wurde ihm – gemeinsam mit Ludwig Fabian, Alois Pelzmann und Anton Roth – vor dem Volksgerichtshof der Prozess gemacht. Das Urteil für Franz Glötzl und die drei Mitangeklagten lautete auf die Todesstrafe und zum dauernden Verlust der bürgerlichen Ehrenrechte. Als Begründung wird Vorbereitung zum Hochverrat genannt. Die Hinrichtung aller vier Angeklagten erfolgte am 18. Dezember 1942 im Landesgericht Wien durch das Fallbeil. Der Oberreichsanwalt beim Volksgerichtshof veranlasste eine Kundmachung der Hinrichtung der vier Widerstandskämpfer mittels öffentlichem Plakataushang. Darauf ist der Name Franz Glötzls falsch geschrieben, es fehlt das erste „L“. 

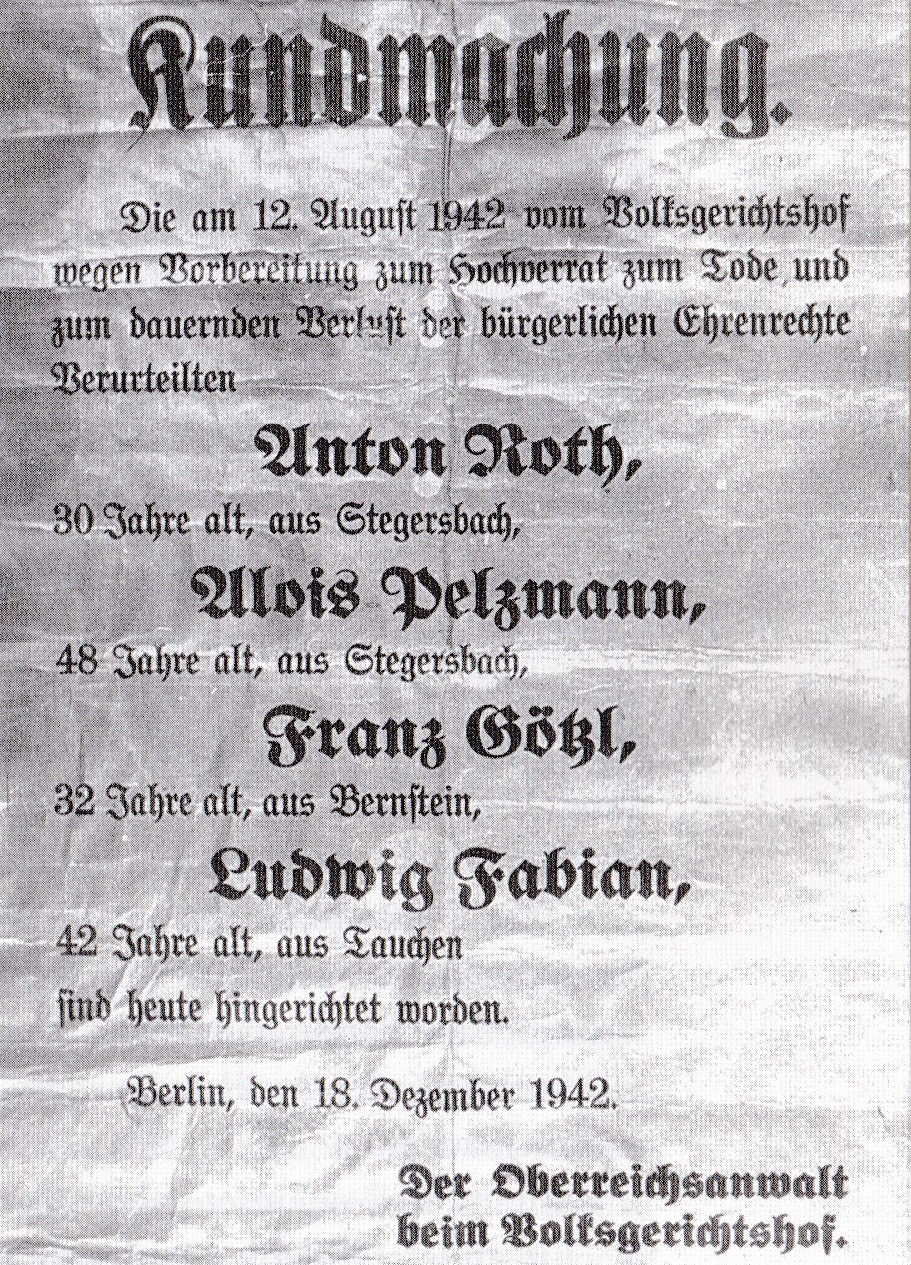
Kundmachung der Vollstreckung von vier Todesurteilen, 18. Dezember 1942

Literarisch verarbeitet wurde das Schicksal Glötzls von Peter Wagner in einem Requiem. Den Verschwiegenen, der als Quellen Akten des Dokumentationsarchivs des österreichischen Widerstandes angibt. Aus dem Textauszug von Wagners Requiem, einem Doku-Drama, veröffentlicht auf dessen Website, ergeben sich folgende Zusatzinformationen:
- Egon Arthur Schmidt, Beobachter des Reichspropagandaministeriums bei VGH-Prozessen, wird am 12. August 1942 in seinem Dienstbuch vermerken: Zu 4. Glötzl, Franz, Bergmann, geb. 1910: Ein geschickter KP-Agitator!

## Gedenken
Glötzls Name findet sich auf der Gedenktafel im ehemaligen Hinrichtungsraum des Wiener Landesgerichts. Er ist in der Schachtgräberanlage der Gruppe 40 (Reihe 32/Grab 108) des Wiener Zentralfriedhofes bestattet.